# Chiesa di San Giovanni Battista (Londra)
La chiesa di San Giovanni Battista (in inglese church of St. John the Baptist) è una parrocchia di culto anglicano, situata a Hoxton del borgo londinese di Hackney.
Realizzata in stile neoclassico, risale alla prima metà del XIX secolo, la chiesa nei pressi dell'incrocio fra Pitfield Street con New North Road a Londra N1, dista dalla cattedrale di San Paolo nella città circa 1 km.

## Storia
L'edificio della chiesa di San Giovanni Battista è stato costruito su progetto dell'architetto Francis Edwards, uno dei più illustri allievi di John Soane. Esso fu una delle chiese realizzate dopo l'approvazione dei Church Building Acts (1818 e 1824), che prevedeva il finanziamento della costruzione da parte del parlamento.
La sua costruzione durò dal 1825 al 1826, anno in cui fu completata ed inaugurata. Nel XX secolo è stata realizzata la decorazione parietale interna.
Nel 1850 John Goldsmith, trisnonno materno della duchessa di Cambridge, si sposò nella chiesa parrocchiale.

## Descrizione

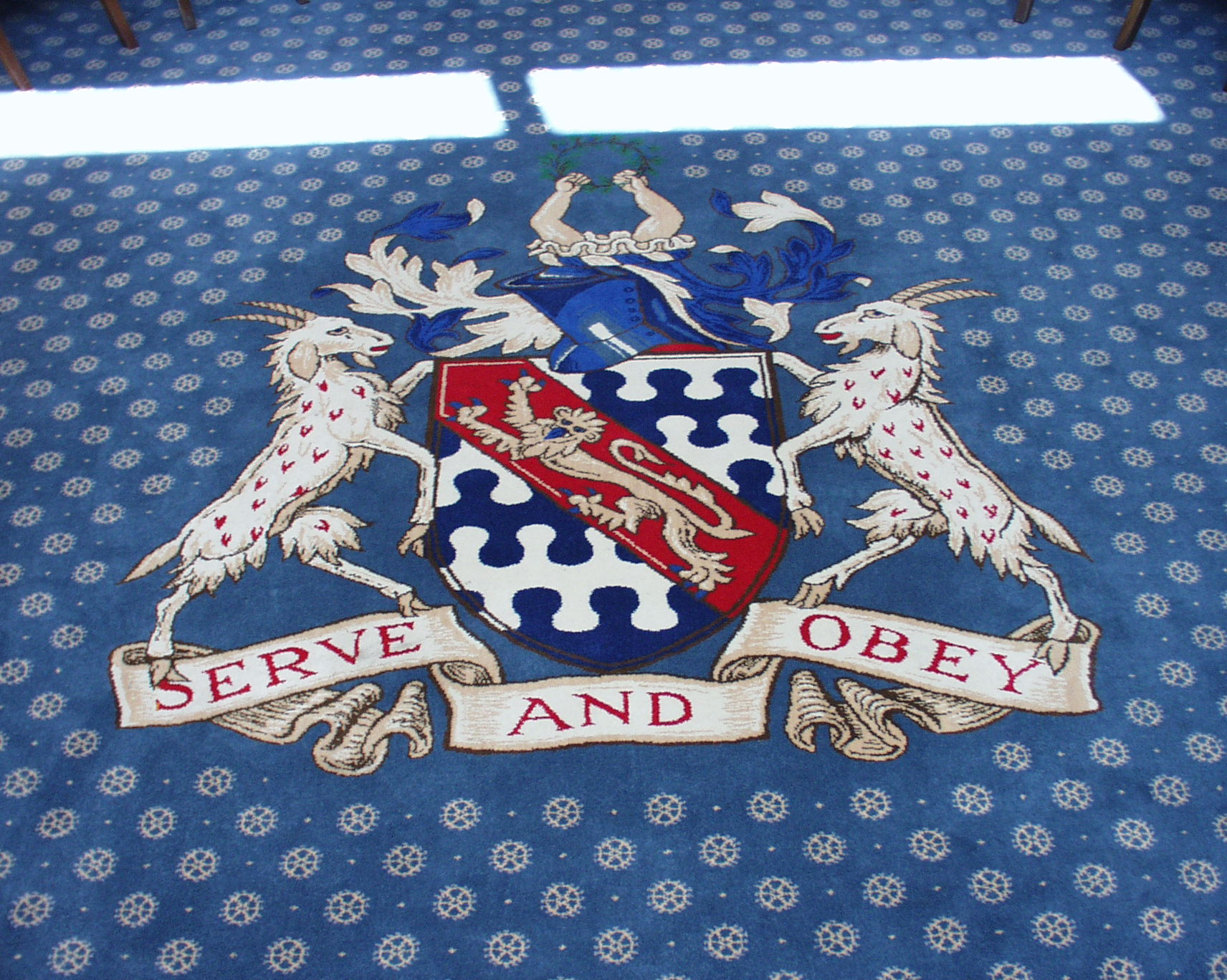
Le armi dell'arte della Seta, patroni del beneficio parrocchiale

La chiesa di San Giovanni è situata all'interno di un piccolo giardino di forma trapezoidale, e non dà direttamente sulla strada.
Unico edificio in stile neoclassico, la sua facciata si presenta alquanto schiacciata, di forma rettangolare; essa è suddivisa in tre fasce verticali: le due laterali, uguali fra di loro, delimitate da una lesena tuscanica per lato e con un finestrone ad arco al centro; la centrale con, inquadrato fra due colonne ioniche scanalate, il portale, sormontato da una finestra rettangolare. Al centro della facciata si innalza il campanile, costituito da una base a pianta quadrata e da altri due ordini circolari, all'interno dei quali vi sono le campane.
L'interno della chiesa è a navata unica con, ai lati, due matronei sorretti da colonne tuscaniche lisce. In fondo alla navata, vi è l'abside, a pianta rettangolare, che presenta, sulla parete di fondo, l'altare maggiore in legno e, sopra quest'ultimo, una monofora chiusa da una vetrata policroma raffigurante il Redentore in trono. Sia il soffitto, sia le pareti sono decorate con affreschi neoromanici, opera di Joseph Reeve.
Sulla cantoria alla balconata in controfacciata, si trova l'organo a canne, costruito nel 1915 da Thomas Sidwell Jones e ricostruito nel 1934 dalla ditta organaria Henry Speechly. Lo strumento, racchiuso entro l'elaborata cassa neoclassica in legno del precedente organo nel 1834, è a trasmissione elettrica ed ha consolle indipendente a pavimento nella navata, con tre tastiere di 58 note ciascuna e pedaliera concavo-radiale di 30 note. La sua disposizione fonica è la seguente: